# アッカーマンシア・ムシニフィラ
アッカーマンシア・ムシニフィラ（Akkermansia muciniphila）は、2004年にMuriel Derrienらによって報告された、Akkermansia の代表種である。ヒトの腸内にも存在するムチン分解菌であり、肥満、糖尿病、炎症との関連について広範な研究が行われている。

## 生物学と生化学
アッカーマンシア・ムシニフィラは、グラム陰性、偏性嫌気性、非運動性、非芽胞形成性の楕円形をした細菌である。その代表株はMucT (=ATCC BAA-835T =CIP 107961T)である。アッカーマンシア・ムシニフィラは、ムチンのみを炭素源と窒素源として成長可能で、消化器由来のムチン質を加えた培地上で嫌気性培養でき、多数の動物種の消化器官内で繁殖することができる。
2015年、アッカーマンシア・ムシニフィラの Urmite 株の全ゲノム配列が決定された。これは、ヒトの大便試料を直接用い、培養なしにゲノム配列決定を行った初の例である。

## ヒトの代謝
アッカーマンシア・ムシニフィラはヒトにおいて抗炎症作用を有すると考えられており、研究はアッカーマンシア・ムシニフィラの定着と虫垂炎または過敏性腸症候群、炎症性腸疾患(IBD)などの炎症状態との間に逆相関を示している。ある研究では、アッカーマンシア・ムシニフィラの存在の減少は、虫垂炎の重症度の増加と相関していた。別の研究では、過敏性腸症候群や炎症性腸疾患(IBD)の患者は、これらの病気を有しない者よりも、腸管でアッカーマンシア・ムシニフィラの存在が少ないことが判明した。
研究者らは、アッカーマンシア・ムシニフィラが肥満及び2型糖尿病に対抗するために利用できる可能性があることを見出した。この研究は、痩せたマウスよりも3倍多くの脂肪がつくように飼育されたマウスで行われた。肥満マウスにこの細菌を与えて飼育したところ、餌を変更することなく肥満マウスの脂肪量を半減させることが示された。2015年6月に発表された研究では、過体重あるいは肥満の成人におけるアッカーマンシア・ムシニフィラの存在量とインスリン感受性及びより健康な代謝状態との関連性が示された。アッカーマンシア・ムシニフィラを豊富に有し腸内微生物の豊富さを有する被験者がより健康であった。さらに、この研究は、基本的にアッカーマンシア・ムシニフィラの存在量を増やすことは、体重減少とその後のより大きな健康上の利点と関連することを示していた。この細菌は通常はヒトの消化管に3-5％存在するが、肥満している場合にはこの比率が低下していることが判明している。この細菌が腸内で繁殖すると、腸の壁の厚さが増し、ムチンが増え、食物が身体に吸収されることが妨げられると考えられている。
2015年8月には、食物の脂肪の種類が、消化器官の他の細菌と比較してアッカーマンシア・ムシニフィラの成長に影響を及ぼすことが示された。研究者らは、マウスに脂肪の種類が異なる食餌を与えたが、それ以外の点では同一の食餌を与えた研究を行った。一方の群はラードを摂取し、他方の群は魚油を摂取した。11週間後、魚油食を摂取した群はアッカーマンシア・ムシニフィラ及びラクトバシラス属の細菌が増加したが、ラード食を与えた群はアッカーマンシア・ムシニフィラ及びラクトバシラス属のレベルが低下した。本来の腸内細菌を抗生物質で根絶して魚油食またはラード食で飼育したマウスから糞便移植を行い、新しい群のマウスで試験を行った。これら両方のマウスの全てにラード食を与えた。同じ量のラード食を3週間与えたにもかかわらず、ラード食飼育マウスの糞便移植を受けたマウスは乳酸菌のレベルが上昇し、炎症レベルが上昇したが、魚油食飼育マウスの糞便移植を受けたマウスはアッカーマンシア・ムシニフィラが増加し炎症のレベルが低下した。研究者らは、アッカーマンシア・ムシニフィラの増加は、摂取した脂肪の種類、腸内細菌の組成及び炎症レベルと関連した炎症の減少に対応すると結論付けた。